# Glossogobius giuris
Glossogobius giuris är en fiskart som först beskrevs av Hamilton 1822.  Glossogobius giuris ingår i släktet Glossogobius och familjen smörbultsfiskar. IUCN kategoriserar arten globalt som livskraftig. Inga underarter finns listade i Catalogue of Life.